# Meynes
Meynes ist eine französische Gemeinde mit 2576 Einwohnern (Stand 1. Januar 2022) im Département Gard der Region Okzitanien.

## Geografie
Die Gemeinde liegt sieben Kilometer vom Pont du Gard und 23 Kilometer von Uzès entfernt. Die nächsten großen Städte sind Arles und Avignon in jeweils 20 Kilometern Entfernung sowie das nahegelegene Nîmes.

## Geschichte
Aus der Römerzeit finden sich noch viele Spuren, darunter Gräber und Möbel. In der Kirche befindet sich ein Altar aus dem 5. oder 6. Jahrhundert. Im Mittelalter war die Gemeinde vom Markgrafen von Monteynard (Département Isère) abhängig. Die Burg des Dorfes wurde 1562 im Zuge der Hugenottenkriege von den Protestanten geplündert.

## Kultur und Sehenswürdigkeiten
- Kirchenaltar aus dem 5. oder 6. Jahrhundert
- Ehemaliger Weiler Les Tuileries
- Kirche aus dem 18. Jahrhundert (ursprünglich aus dem 12. Jahrhundert)[1]

## Bevölkerungsentwicklung
| Jahr      | 1962 | 1968 | 1975 | 1982 | 1990 | 1999 | 2008 | 2017 |
| Einwohner | 897  | 1045 | 1210 | 1329 | 1807 | 2084 | 2244 | 2456 |